# Liste der Kulturdenkmäler in Kirf
In der Liste der Kulturdenkmäler in Kirf sind alle Kulturdenkmäler der rheinland-pfälzischen Ortsgemeinde Kirf einschließlich der Ortsteile Beuren und Meurich aufgeführt. Grundlage ist die Denkmalliste des Landes Rheinland-Pfalz (Stand: 8. Februar 2023).

## Einzeldenkmäler
| Bezeichnung                                         | Lage                                           | Baujahr         | Beschreibung | Bild                           |
| --------------------------------------------------- | ---------------------------------------------- | --------------- | --- | ------------------------------ |
| Torbogen                                            | Kirf, Kandelstraße, an Nr. 1 Lage              | 1741            | Torbogen, bezeichnet 1741 | BW                             |
| Wegekreuz                                           | Kirf, Kimmstraße, vor Nr. 9 Lage               | um 1890         | neugotisches Pfeilerkreuz, um 1890 | Fotos hochladen                |
| Kriegerdenkmal                                      | Kirf, Kirchstraße Lage                         | 1930            | Kriegerdenkmal 1914/18; offene Pfeilerbogenhalle 1930, Architekt W. Reden, Hannover, Michaelsskulptur von Bildhauer Ferdinand Flosdorf, Köln | Fotos hochladen                |
| Katholische Pfarrkirche St. Remigius                | Kirf, Kirchstraße 5 Lage                       | 1863/64         | neugotischer Saalbau, 1863/64; zugehörig ummauerter Platz                                                                                    | weitere Bilder Fotos hochladen |
| Portal der ehemaligen Synagoge                      | Kirf, Kirchstraße, an Nr. 6 Lage               | 1845/46         | Portal der ehemaligen Synagoge, wohl von 1845/46                                                                                             | BW                             |
| Torbogen                                            | Kirf, Perler Straße, an Nr. 22 Lage            | 1798/99         | Torbogen, 1798/99 | BW                             |
| Bildstock                                           | Kirf, Perler Straße, Ecke Kimmstraße Lage      | um 1750         | Kreuzigungsbildstock, um 1750 | Fotos hochladen                |
| Skulptur                                            | Kirf, Raiffeisenstraße, an Nr. 1a Lage         | um 1900         | romantisierende Rotsandsandsteinskulptur, um 1900                                                                                            | BW                             |
| Wappenstein                                         | Kirf, Ringstraße, bei Nr. 6 Lage               | 18. Jahrhundert | Wappenstein der Familie von Lassaulx, 18. Jahrhundert                                                                                        | BW                             |
| Wegekreuz                                           | Kirf, nordwestlich des Ortes an der L 133 Lage | 17. Jahrhundert | Schaftkreuz; reliefierter Schaft aus dem 17. Jahrhundert, Aufsatz bezeichnet 1753                                                            | BW                             |
| Hofanlage                                           | Beuren, Gartenfeldstraße 5 Lage                | 1851            | Parallelhof, bezeichnet 1851 | Fotos hochladen                |
| Katholische Pfarrkirche St. Apollonia und St. Lucas | Beuren, Trierer Straße 16a Lage                | 14. Jahrhundert | gotischer Chor, 14. Jahrhundert, Saalbau mit Dachreiter, 1756, Erweiterung 1927                                                              | weitere Bilder Fotos hochladen |
| Wegekreuz                                           | Beuren, am Kampholzer Hof Lage                 | 1870er Jahre    | neugotisches Altarkreuz, Eisenkorpus, 1870er Jahre                                                                                           | BW                             |
| Mariengrotte                                        | Beuren, westlich des Ortes Lage                | 19. Jahrhundert | Flurkapelle, einfacher Putzbau, 19. Jahrhundert                                                                                              | BW                             |
| Tür                                                 | Meurich, an Nr. 4 Lage                         | 1844            | Türeinfassung und -blatt, 1844 | BW                             |
| Nische                                              | Meurich, an Nr. 30 Lage                        | 1750            | Muschelnische, 1750 | BW                             |
| Katholische Filialkirche St. Ägidius                | Meurich, Nr. 48 Lage                           | 1730            | spätgotischer Chor, Saalbau bezeichnet 1730, Westturm 1883                                                                                   | BW                             |
| Wegekreuz                                           | Meurich, Kreuzberg, bei Nr. 1 Lage             | 1757            | barockes Schaftkreuz, bezeichnet 1757 | BW                             |
| Wegekreuz                                           | Meurich, östlich des Ortes an der K 119 Lage   | um 1800         | Altarkreuz, Rotsandstein, um 1800 | Fotos hochladen                |
| Wegekreuz                                           | Meurich, südlich des Ortes an der B 407 Lage   | 1864            | Wegekreuz, neugotische Nischenädikula, 1864                                                                                                  | BW                             |
| Marienkapelle                                       | Meurich, südlich des Ortes nahe der B 407 Lage | 1913            | Wegekapelle, bezeichnet 1913 | BW                             |